# Baek Du-jin
Baek Du-jin (31 tháng 10 năm 1908 – 5 tháng 9 năm 1993) là một chính trị gia người Hàn Quốc. Ông đã giữ quyền Thủ tướng trước khi trở thành Thủ tướng thứ 4 của Hàn Quốc.